# Aeolosomatidae
Die Aeolosomatidae sind eine Familie sehr kleiner Ringelwürmer in der Ordnung der Aeolosomatida und der Klasse der Aphanoneura, deren rund 30 Arten überwiegend im Süßwasser vorkommen.

## Merkmale
Die großenteils im Süßwasser lebenden Aeolosomatidae sind mit Körperlängen von 0,3 bis 10 mm und Breiten von 0,04 bis 0,06 mm sehr klein und dünn. Sie besitzen weder Anhängsel am Kopf noch Parapodien. Farbige Drüsen in der Epidermis, deren Zellen Vakuolen mit roter, grüner, blaugrüner, gelber oder manchmal farbloser Flüssigkeit enthalten, geben den Aeolosomatidae oft eine helle Färbung. Das lappenförmige, mit zahlreichen bauchseitigen Cilien besetzte Prostomium ist durch eine auffällige, ebenfalls mit Cilien besetzte Rinne abgesetzt. Die Tiere sind deutlich sichtbar segmentiert, allerdings ohne Scheidewände, wobei es sich bei den durch Einschnürungen voneinander abgesetzten 13 bis 20 Segmenten um Zooide handelt, die durch Fragmentation (Paratomie) gebildet werden und der ungeschlechtlichen Vermehrung dienen. An jedem Zooid sitzen vier Borstenbündel, wobei die Borsten (Chaetae) sowohl am Rücken als auch am Bauch entweder glatt und dünn (kapillarförmig) oder S-förmige (sigmoide) Haken sind.
Ähnlich wie die Gürtelwürmer sind auch die Aeolosomatidae Zwitter. Die Spermien werden von den Hodenzellen im Coelom gebildet und durch modifizierte Nephridien in den hinteren Segmenten ins Freie entlassen. Die Eizellen werden dagegen durch eine weibliche Geschlechtsöffnung in der Mitte des fünften Segments hinausgeleitet. Je nach Art gibt es zwei bis fünf, meist aber drei Paar Receptacula seminis an den vorderen Borstenbündeln des Tieres. Über dem Segment mit den sich entwickelnden Eizellen bildet das Tier am Bauch und seitlich zur Abscheidung des Eikokons ein drüsiges Epithel („Pseudo-Clitellum“) aus einer Zellschicht, die aber nicht den Rücken überzieht. Sie wird heutzutage nicht mehr mit dem Clitellum der Gürtelwürmer homologisiert, sondern als analoge Entwicklung angesehen.

## Vorkommen und Verbreitung
Ein Großteil der etwa 30 Arten der Aeolosomatidae lebt im Süßwasser von Seen, Flüssen und weiteren Binnengewässern. Wenige Arten leben in Brackwasser beziehungsweise Ästuaren, während nur eine marine Art (Aeolosoma maritimum) beschrieben worden ist. Die Tiere leben zwischen Wasserpflanzen oder im Sediment, insbesondere in detritusreichem Sand. Sie sind weltweit verbreitet.

## Lebenszyklus
Die zwittrigen Aeolosomatidae sind bisher noch nicht bei der Kopulation beobachtet worden, Eiablage und Embryonalentwicklung nur bei Aeolosoma quaternarium.
Die Tiere vermehren sich vor allem ungeschlechtlich. Erreicht ein Individuum eine bestimmte Anzahl an Segmenten (je nach Art), so lösen sich innerhalb weniger Tage nach hinten hin mehrere Zooide vom Muttertier ab und bilden so einen Klon. Jedes abgelöste Segment wächst zu einem vollständigen neuen Tier heran. Hierdurch können rasch hohe Populationsdichten erreicht werden.
Einige Arten können Trockenphasen überstehen und sich zwischen Gewässern über Land verbreiten lassen, indem sie eine schützende Cyste um ihren Körper bilden.

## Ernährung
Die Aeolosomatidae ernähren sich mikroskopischen Algen und anderen Mikroorganismen, die auf dem Substrat leben. Die Tiere saugen die Substratpartikel ein, indem sie ihr Prostomium darüber legen und ein Vacuum erzeugen. Die Algen werden im Darm verdaut und die mineralischen Anteile unverdaut ausgeschieden.

## Systematik
Die Schwestergruppe der Aeolosomatidae ist die Familie der Potamodrilidae, mit der zusammen sie die Ordnung der Aeolosomatida und gleichzeitig die Klasse der Aphanoneura innerhalb des Stammes der Ringelwürmer bildet.
Die etwa 30 Arten der Aeolosomatidae werden auf drei Gattungen verteilt:
- Aeolosoma
- Rheomorpha
- Histricosoma

Als erste Art der Aeolosomatidae beschrieb Christian Gottfried Ehrenberg 1828 Aeolosoma hemprichi, das er nach dem kurz zuvor mit 29 Jahren verstorbenen schlesischen Zoologen Friedrich Wilhelm Hemprich benannte. Der Gattungsname bedeutet „flinker Körper“ (altgriechisch αἰόλος aiólos „flink“, σῶμα sō̂ma „Leib“). Der englische Zoologe Frank Evers Beddard beschrieb 1895 die Familie Aeolosomatidae mit der damals einzigen Gattung Aeolosoma als kleine „Süßwasser-Oligochaeten“, deren Segmente nicht durch regelmäßige Scheidewände gekennzeichnet sind und deren Prostomium ventral mit Wimpern besetzt ist.